# Vitalij Skakun
Vitalij Volodimirovič Skakun (ukrajinsko Віталій Володимирович Скакун), ukrajinski pomorski vojaški inženir, * 19. avgust 1996, † 24. februar 2022

## Življenje
Skakun se je rodil v mestu Berežani. Diplomiral je na Višji strokovni šoli v Lvovu št. 20 in na Lvovski politehnični šoli.
Med rusko invazijo na Ukrajino leta 2022 je bila Skakunovemu bataljonu odrejena zaščita mesta Geničesk, ki se nahaja v bližini Perekopskega prekopa. Med približevanjem ruske oklepne kolone z juga (Hersonska ofenziva) so se ukrajinske sile odločile uničiti most v Geničesku, da bi upočasnile napredovanje ruskih čet, ki so napredovale proti severu. Skakun, vojaški inženir, se je prostovoljno javil, da bo most zaminiral. Po namestitvi eksploziva je Skakunu zmanjkalo časa, da bi se umaknil z mostu in je po sporočitvi svojih namenov, sprožil eksplozive in uničil most ter se pri tem ubil. Njegova dejanja so upočasnila sovražnikovo napredovanje, kar je njegovemu bataljonu omogočilo čas, da se reorganizira.
Oblasti so delale hitro, da bi Skakun posthumno prejel vojaško odlikovanje. 26. februarja 2022 je ukrajinski predsednik Volodimir Zelenski Skakunu podelil red zlate zvezde, vojaško različico naziva heroja Ukrajine.